# Sitostick
De Sitostick is een frituursnack die afkomstig is uit België en daar ook het meest wordt gegeten. De snack werd in de jaren 1970 bedacht door Jan Mertens uit Mol-Millegem. Toen hij zijn bedrijf verkocht aan snackfabrikant Ad van Geloven werd Sitostick een merknaam van Mora.
De snack bestaat uit blokjes kalkoenvlees afgewisseld met stukjes witte ui en gedipt in een deegbeslag. In frituurvet wordt dit in enkele minuten knapperig gebakken. Een Sitostick wordt meestal geconsumeerd met mayonaise of curry.